# Giải quần vợt Pháp Mở rộng 2021 - Đôi xe lăn quad
Sam Schröder và David Wagner là đương kim vô địch, nhưng cả hai chọn thi đấu cùng với đồng đội khác. Schröder thi đấu cùng với Dylan Alcott, Wagner đánh cặp với Andy Lapthorne.
Lapthorne và Wagner là nhà vô địch, đánh bại Alcott và Schröder trong trận chung kết, 7–6(7–1), 4–6, [10–7].

## Kết quả

### Từ viết tắt
| - Q = Vòng loại - WC = Đặc cách - LL = Thua cuộc may mắn - Alt = Thay thế - SE = Miễn đặc biệt | - PR = Bảo toàn thứ hạng - w/o = Thắng nhờ đối thủ rút lui trước trận đấu - r = Bỏ cuộc giữa trận đấu - d = Bị xử thua - SR = Xếp hạng đặc biệt |

### Chung kết
|  | Chung kết |                             |    |   |      |  |
|  |           |                             |    |   |      |  |
|  |           | Dylan Alcott Sam Schröder   | 61 | 6 | [7]  |  |
|  |           | Dylan Alcott Sam Schröder   | 61 | 6 | [7]  |  |
|  |           | Andy Lapthorne David Wagner | 7  | 4 | [10] |  |